# Област Поградец
Област Поградец (алб. Rrethi i Pogradecit) је једна од 36 области Албаније. Има 71.000 становника (процена 2004), и површину од 725 km². На истоку је земље, а главни град је Поградец.
Обухвата општине: Бучимас, Вељчан (Велчани), Дардас (Крушево), Поградец (Подградец), Проптишт (Проптиште), Требињ (Требиње), Удништ (Одуниште) и Чрав (Чарава).